# MTV Fakta
MTV Fakta var den finskspråkiga versionen av TV4 Fakta. Kanalen produceras av TV4 i samarbete med den finska kanalen MTV3. Programinnehållet är identiskt med TV4 Faktas men MTV Fakta är i motsats till TV4 Fakta reklamfri.